# Carmen Martínez Sancho
Carmen Martínez Sancho   (Toledo, 8 de juliol de 1901 - San Pedro de Alcántara, 15 d'octubre de 1995) va ser una matemàtica espanyola, la primera dona en obtenir un doctorat en matemàtiques a Espanya.

## Vida i Obra
Tot i que nascuda a Toledo, el seu pare era un enginyer d'obres públiques que treballava arreu del país i que va fixar la residència a Madrid i on ella va fer els estudis secundaris al Instituto Cardenal Cisneros fins al 1918, ingressant després a la universidad Central de Madrid on va tenir dom professors Julio Rey Pastor i Cecilio Jiménez Rueda i on es va llicenciar en ciències exactes el 1926. El 1927 va defensar la seva tesi doctoral, sota la direcció del professor Plans, convertint-se en la primera dona doctora en matemàtiques a Espanya. Des del 1922, va ser, simultàniament amb els seus estudis, professora a temps parcial del Instituto Escuela de Madrid.
El 1927 va obtenir la càtedra de matemàtiques del Institut de Batxillerat de Ferrol i el curs següent, va passar a ser-ho del Instituto Infanta Beatriz de Madrid. El 1930 va obtenir una beca de la Junta per a l'Ampliació d'Estudis per anar a estudiar geometria a la universitat de Berlín, on va tenir com professors Issai Schur, Ludwig Bieberbach i Adolf Hammerstein. En retornar, el 1932, va ser nomenada catedràtica l'Instituto Escuela de Sevilla fins que el 1936 és clausurat arrel de la Guerra Civil Espanyola. Després d'un any sense exercir, mentre es tramitava l'expedient de depuració, va ser novament nomenada catedràtica de l'Instituto Murillo de Sevilla, on va romandre fins a la seva jubilació el 1974. També va ser professora ajudant a la Facultat de Químiques de la universitat de Sevilla fins al 1958. En jubilar-se, va tornar a Madrid per exercir de forma altruista la docència al Colegio Jesús María de Vallecas. Els darrers anys de la seva vida, afectada per una malaltia senil, els va passar en una residència a San Pedro de Alcántara (Marbella) on va morir als 94 anys.